# “ロミオ”・ラージクマール
『“ロミオ”・ラージクマール』（原題：R... Rajkumar）は、2013年に公開されたインドのアクション映画。監督・脚本はプラブ・デーヴァ、プロデューサーはヴィキ・ラジャニとスニール・ルッラーが務め、シャーヒド・カプール、ソーナークシー・シンハーが出演している。2013年10月1日に予告編がYouTubeで公開され、12月6日に劇場公開された。

## キャスト
- ロミオ・ラージクマール - シャーヒド・カプール
- チャンダー - ソーナークシー・シンハー
- シヴラージ・グルジャル - ソーヌー・スード
- マニク・パルマール - アシーシュ・ヴィディヤルティ
- パンディット - アスラーニー（英語版）
- カマル・アリ - ムクル・デヴ（英語版）
- アジット・ターカ - シュリハリ
- ビンドゥ - ポーナム・ジャウェル（英語版）
- 警部 - アショク・サマルス
- 「Gandi Baat」シーン登場 - チャーミー・カウル（英語版）、プラブ・デーヴァ（英語版）
- 「Kaddu Katega」シーン登場 - ラギニ・ドウィヴェディ（英語版）、スカーレット・メリッシュ・ウィルソン

## 製作

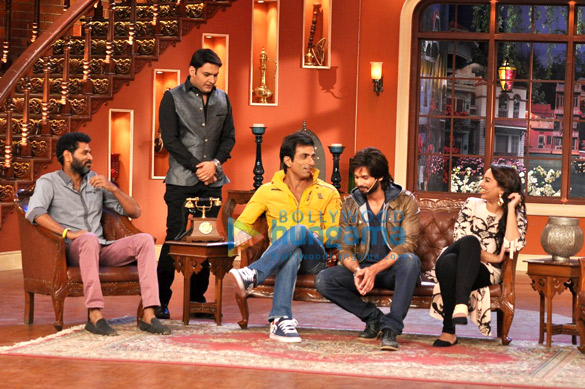
プロモーションのためテレビ番組に出演するソーヌー・スード、シャーヒド・カプール、ソーナークシー・シンハー

ソーナークシー・シンハーは映画でいくつかのアクションシーンを演じている。2013年6月にチャーミー・カウルが「Gandi Baat」の歌唱シーンの撮影に参加した。「Kaddu Katega」の歌唱シーンではラギニ・ドウィヴェディとスカーレット・メリッシュ・ウィルソンが参加している。
当初、映画のタイトルは南インドの著名なスタント監督の名前から「Rambo Rajkumar」と名付けられていたが、『ランボーシリーズ』が「Rambo」のタイトルを使用されないように著作権を設定していたためタイトルを変更することになった。しかし、すでに「Rambo Rajkumar」のタイトルは世間に浸透していたため大幅な変更はできず、「R... Rajkumar」に変更された。タイトルの変更に伴い、主人公「ランボー・ラージクマール」の名前も変更することになった。シャーヒド・カプールはスタントシークエンスの撮影中に火傷を負いかけている。歌唱シーンはカッチ大湿地で撮影された。

## 評価

### 興行収入
映画館の平均座席占有率は40%となり、最大はグジャラート州とマハーラーシュトラ州の50%、デリーやパンジャーブ州では30%を記録した。公開初日の興行収入は9000万ルピー、2日目8500万ルピー、3日目1億500万ルピーを記録し、合計興行収入は2億8000万ルピーとなった。公開第1週には4億3800万ルピーの収益を上げた。公開10日目には累計興行収入が5億3000万ルピーを記録した。第2月曜日には2750万ルピーの興行収入を記録した。公開第2週には1億6000万ルピーの興行収入を記録し、累計で6億ルピーの収益を上げた。

### 批評
インディア・タイムズは3/5の星を与え、「映画は営利目的の粗悪品の必須条件を備えているが、本当のものを忘れている。それは手堅いストーリーだ」と批評している。デイリー&アナライシスのツシャール・ジョシは3/5の星を与え、「定型に依存したエンターテインメントを何も考えずに観たい気分なら、この映画を観るべきです」と批評している。インディアン・エクスプレスは「駄作」と酷評している。ラジーヴ・マサンドは「ひたすら酷い。これに一体どんなエンターテインメントとしての資格があるのだろうか?」と酷評した。ボリウッド・ハンガマのタラン・アダルシュは、「この映画は全く仕事をしていません。プラブ・デーヴァが手掛けたヒンディー語映画の中で最も酷い作品です」と批評している。